# Флаги судов пограничных войск России
Флаги кораблей, катеров и судов Пограничных войск ФСБ России.
3 декабря 1991 года был образован Комитет по охране государственной границы СССР, которому были переданы полномочия по охране государственной границы СССР от бывшего Главного управления пограничных войск в составе упраздняемого КГБ СССР.
12 июня 1992 года были образованы Пограничные войска Российской Федерации в составе Министерства безопасности Российской Федерации за счёт численности Комитета по охране государственной границы и подчинённых ему войск.
28 октября 1992 года Комитет по охране государственной границы СССР был упразднён, его правопреемником стало Министерство безопасности Российской Федерации.
21 декабря 1993 года было упразднено Министерство безопасности Российской Федерации и создана Федеральная служба контрразведки Российской Федерации.
30 декабря 1993 года была образована Федеральная пограничная служба — Главное командование Пограничных войск Российской Федерации (ФПС — Главкомат) в качестве самостоятельного федерального органа исполнительной власти.
30 декабря 1994 года Федеральная пограничная служба — Главное командование Пограничных войск Российской Федерации (ФПС — Главкомат) была переименована в Федеральную пограничную службу Российской Федерации (ФПС России).
1 июля 2003 года Федеральная пограничная служба Российской Федерации (ФПС России) была упразднена. Пограничные войска переданы Федеральной службе безопасности Российской Федерации (ФСБ России). Для их управления создана Пограничная служба ФСБ России.

## Флаги кораблей, катеров и судов

Флаг кораблей, катеров и судов Пограничных войск Российской Федерации, 1993—2008 гг.

Флаг кораблей, катеров и судов пограничных органов, с 2008 г.

Военно-морской флаг кораблей и судов пограничных войск КГБ СССР.

21 мая 1993 года, в связи с прекращением существования Союза ССР и в связи с образованием Пограничных войск Российской Федерации в составе Министерства безопасности Российской Федерации, указом Президента Российской Федерации, были учреждены флаги, вымпелы и бортовой отличительный знак кораблей, катеров и судов Пограничных войск Российской Федерации.
12 июня 1993 года, в торжественной обстановке, была произведена замена флагов на кораблях, катерах и судах Пограничных войск Российской Федерации.
Основу флага составлял Военно-морской флаг Российской Федерации с другой пропорцией и цветом диагонального креста.
 Описание флага кораблей, катеров и судов Пограничных войск Российской Федерации

Флаг кораблей, катеров и судов Пограничных войск Российской Федерации представляет собой полотнище светло-зелёного (глубокого) цвета с тёмно-голубым диагональным крестом (цвет — берлинская лазурь), окантованным белой полосой.
Отношение ширины флага к его длине — один к полутора, ширины тёмно-голубой полосы к ширине флага — 1/7, ширины белой окантовки к ширине тёмно-голубой полосы — 1/2.

1 сентября 2008 года, Указом Президента России, в целях реализации единой государственной политики в области геральдики, сохранения и развития исторических традиций в области геральдики, был утверждён новый флаг кораблей, катеров и судов пограничных органов.
 Описание флага кораблей, катеров и судов пограничных органов

Светло-зелёное прямоугольное полотнище, перекрещённое синим диагональным (Андреевским) крестом с белой каймой.
Отношение ширины флага к его длине — два к трём. Отношение ширины концов креста к длине флага — один к десяти. Отношение ширины белой каймы к ширине концов креста — один к двум.

Таким образом, пропорции флага и оттенок диагонального Андреевского креста стали схожи с Военно-морским флагом Российской Федерации.

## Орденский флаг кораблей, катеров и судов

Орденский флаг кораблей, катеров и судов Пограничных войск Российской Федерации, 1993—2008 гг.

21 мая 1993 года, Указом Президента России, был утверждён Орденский флаг кораблей, катеров и судов Пограничных войск Российской Федерации.
 Описание орденского флага кораблей, катеров и судов Пограничных войск Российской Федерации

Орденский флаг кораблей, катеров и судов Пограничных войск Российской Федерации представляет собой флаг кораблей, катеров и судов Пограничных войск Российской Федерации, имеющий в крыже изображение ордена.
Размер крыжа — 1/4 часть полотнища флага. Изображение ордена помещается в центре крыжа.

1 сентября 2008 года, Указом Президента России, данный флаг был упразднён.

## Гюйс кораблей 1 и 2 ранга

Гюйс кораблей 1 и 2 ранга Пограничных войск Российской Федерации, 1993—2008 гг.

Гюйс кораблей 1 и 2 ранга пограничных органов, с 2008 г.

21 мая 1993 года, Указом Президента России, был утверждён Гюйс кораблей 1 и 2 ранга Пограничных войск Российской Федерации. За основу флага был взят гюйс Военно-Морского Флота России и отличался от него пропорциями крестов, и цветом диагонального креста.
 Описание гюйса кораблей 1 и 2 ранга Пограничных войск Российской Федерации

Гюйс кораблей 1 и 2 ранга Пограничных войск Российской Федерации представляет собой красное полотнище с белым вертикальным крестом, на которое наложен тёмно-голубой диагональный крест, окантованный белой полосой.
Отношение ширины флага к его длине — один к полутора, ширины тёмно-голубой полосы к ширине флага — 1/7, ширины белой полосы вертикального креста к ширине тёмно-голубой полосы диагонального креста — 1/2, белой окантовки диагонального креста к ширине тёмно-голубой полосы — 1/4.

1 сентября 2008 года, Указом Президента России, в целях реализации единой государственной политики в области геральдики, сохранения и развития исторических традиций в области геральдики, был утверждён новый гюйс кораблей 1 и 2 ранга пограничных органов Российской Федерации.
 Описание гюйса кораблей 1 и 2 ранга пограничных органов

Красное прямоугольное полотнище, перекрещённое прямым белым крестом и наложенным на него синим диагональным (Андреевским) крестом с белой каймой.
Отношение ширины гюйса к его длине — два к трём. Отношение ширины концов диагонального креста к длине гюйса — один к десяти. Отношение ширины концов прямого креста к ширине гюйса — один к двадцати. Отношение ширины белой каймы диагонального креста к ширине диагонального креста — один к двум.

Пропорции и цвет диагонального креста стали соответствовать Военно-морскому флагу Российской Федерации, но в отличие от гюйса Военно-Морского Флота, ширина белой окантовки диагонального креста в три раза шире.